# 신동해그룹
신동해그룹은 대한민국의 기업집단이다. 
신동해그룹은 지주사인 신동해홀딩스와 자동차 쇼핑몰 오토허브, 신발류 제조 및 판매사 신동해인터내셔널, 신동해케미칼, 동양저축은행 등의 계열사가 있다. 신동해그룹의 모태인 신동해인터내셔널은 논슬립 슈즈(Non-Slip Shoes)를 제조 및 수출하는 회사다. 신동해인터내셔널의 2019년 매출과 영업이익은 각각 301억 원, 74억 원이다.

## 연혁[2]
1989년 신동해인터내쇼널(신발제조 및 무역) 설립
1996년 외자합작기업 (주)스키드레드월드와이드 설립
2000년 제37회 무역의 날, '천만불 수출의 탑' 수상
2004년 제41회 무역의 날, '삼천만불 수출의 탑' 수상
2006년 신동해홀딩스 분사
2010년 동양저축은행 인수
2017년 단일규모 세계최대 자동차 쇼핑몰 오토허브 개장
2021년 에이제이셀카 인수

## 계열사
- 신동해인터내쇼널
- 신동해홀딩스
- 신동해케미칼
- 안스코퍼레이션
- 동양저축은행
- 에이제이셀카

## 참조
1. ↑  tf.co.kr (2021년 1월 6일). “AJ셀카 인수하는 신동해그룹, 어떤 회사?”. 2021년 9월 16일에 확인함.
2. ↑  “연혁”. 2021년 9월 16일에 확인함.